# Grzegórzki

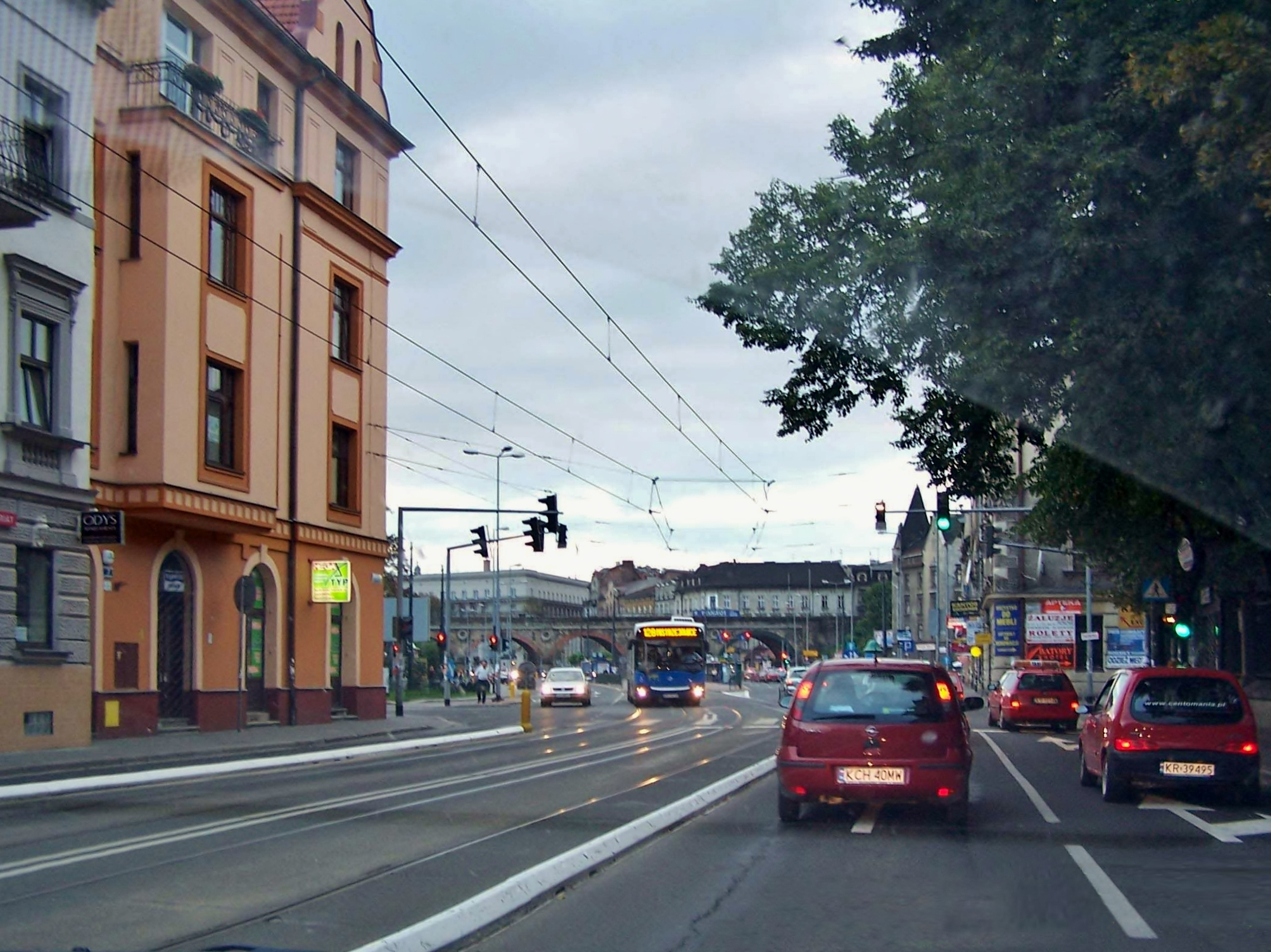
Grzegórzecka Straße

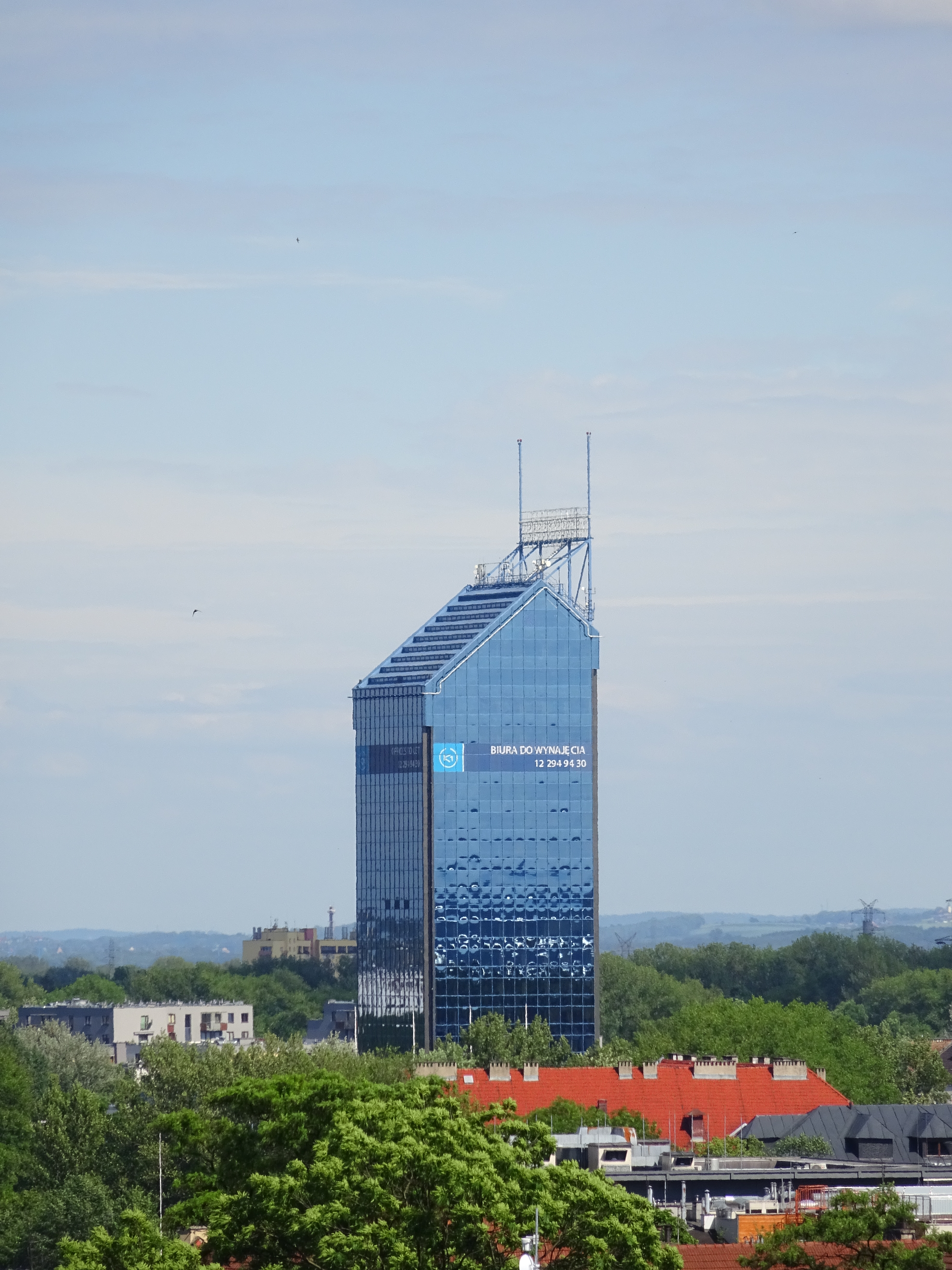
K1, das höchste Hochhaus in Krakau

Grzegórzki ist ein Stadtteil von Krakau sowie ein ehemaliges Dorf südöstlich der Krakauer Altstadt am linken Ufer der Alten Weichsel in Polen. Der Ort ist namensgebend für den Stadtbezirk II Grzegórzki.

## Geschichte
Der Ort wurde im Jahr 1388 als Grzegorszkowicze bzw. villam Grzegorkowicz erstmals urkundlich erwähnt. Der deutsche Nebenname Gregorsdorf wurde vier Jahre später erwähnt, danach tauchte er in der Quellen noch fünfmal auf, zum letzten Mal im Jahr 1472 (Gregerszdorff). Danach, in den Jahren 1489 bis 1508 wurde das Dorf Wola [Grzegorskowa/Grzegorzoszka/Grzegorzowska/Gregorij] genannt. Im Jahr 1521 erschien der heutige Name als Grzegorzki. Es wurde vorgeschlagen, dass der Name vom Ritter Grzegorz Spycimir oder von Grzegorz von Pisar des Herbs Topór abgeleitet ist und wurde etwa in der ersten Hälfte des 14. Jahrhunderts gegründet.
Ab dem 15. Jahrhundert nahm die Stadt Krakau das Dorf mit Dąbie in Pacht, aber oft verkaufte Krakau das Dorf reichen Bürgern oder Ratsherren. Politisch gehörte das Dorf zunächst zum Königreich Polen (ab 1569 in der Adelsrepublik Polen-Litauen), Woiwodschaft Krakau, Kreis Proszowice (später Kreis Kraków). Bei der dritten Teilung Polens wurde Grzegórzki 1795 Teil des habsburgischen Kaiserreichs. In den Jahren 1815–1846 gehörte das Dorf zur Republik Krakau, 1846 wurde es als Teil des Großherzogtums Krakau wieder in die Länder des Kaisertums Österreich annektiert. Ab dem Jahr 1855 gehörte Grzegórzki zum Bezirk Krakau. Eine Befestigung der Festung Krakau wurde im Jahr 1858 von Österreichern erbaut. Im späten 19. Jahrhundert begann die Industrialisierung, u. a. entstand eine Fabrik der Semperit AG. 1871 wurde der städtische Schlachthof von Krakau in Grzegórzki gegründet.
Im Jahr 1900 hatte die Gemeinde Grzegórzki mit dem Ortsteil Piaski 152 Hektar Fläche, 138 Häuser mit 3458 Einwohnern, davon die Mehrheit römisch-katholisch (3360) und polnischsprachig (3286), 64 Juden und 24 griechisch-katholisch, 43 deutschsprachig.
Die Verwaltung der Gemeinde bat die Stadt Krakau dreimal um Angliederung. Am 1. April 1910 wurde der südliche Teil der Gemeinde nach Krakau eingemeindet, im Norden wurden dagegen nur zwei kleine Teile von Piaski an der Białucha (Prądnik) als Krakauer Exklaven angegliedert und der Rest von Piaski, der zu einer Lücke im Nordosten Krakaus wurde, fiel an Rakowice, jedoch das Gutsgebiet von Piaski wurde in den Jahren 1924 bis 1925 auch nach Krakau eingemeindet. Der neue Stadtteil umfasste im Westen auch ein Gebiet von Kazimierz westlich der Eisenbahnlinie, mit dem Neuen Jüdischen Friedhof. Im Jahr 1921 hatte der Stadtteil XIX. Grzegórzki 243 Gebäude mit 5141 Einwohnern, davon die Mehrheit polnischer Nationalität (5057) und römisch-katholisch (4897), außerdem die größte Minderheit der Juden zählte 169 Menschen.